# Campeonato de Primera División 2002-03 (Argentina)
El Campeonato de Primera División 2002-03 fue la septuagésima tercera temporada de la era profesional de la Primera División del fútbol argentino. Se jugó en dos etapas, el Torneo Apertura 2002 y el Torneo Clausura 2003, las que consagraron cada una a su propio campeón. Comenzó el 26 de julio de 2002 y culminó el 6 de julio de 2003.
Los nuevos participantes fueron los dos equipos ascendidos de la Primera B Nacional 2001-02: Arsenal, que llegó por primera vez de la máxima división, y Olimpo, que, si bien participó por primera vez de los certámenes regulares, volvía a la categoría tras 18 años de su única intervención en el torneo Nacional.
El campeonato otorgó cinco cupos a la Copa Libertadores 2004 —dos de los cuales le correspondieron a los campeones de la temporada—, y seis a la Copa Sudamericana 2003.
Se produjeron también dos descensos por el sistema de promedios a la Primera B Nacional, y se determinaron además a los dos equipos que disputaron la promoción. 

## Ascensos y descensos
| Pos.      | Equipos ascendidos de la B Nacional 2001-02 |
| --------- | ------------------------------------------- |
| 1.º Ap    | Olimpo                                      |
| Gan. Red. | Arsenal                                     |

| Prom. | Equipos descendidos en la temporada 2001-02 |
| ----- | ------------------------------------------- |
| 19.º  | Argentinos Juniors                          |
| 20.º  | Belgrano                                    |

## Sistema de disputa
Cada fase del campeonato fue un torneo independiente, llamados respectivamente Apertura y Clausura. Se jugaron en una sola rueda de todos contra todos, siendo la segunda las revanchas de la primera, y tuvieron su propio campeón.

## Equipos
| Equipo             | Ciudad       | Estadio                            |
| ------------------ | ------------ | ---------------------------------- |
| Arsenal            | Sarandí      | Ciudad de Lanús                    |
| Banfield           | Banfield     | Florencio Sola                     |
| Boca Juniors       | Buenos Aires | Alberto J. Armando                 |
| Chacarita Juniors  | Villa Maipú  | Chacarita Juniors                  |
| Colón              | Santa Fe     | Brigadier General Estanislao López |
| Estudiantes        | La Plata     | Jorge Luis Hirschi                 |
| Gimnasia y Esgrima | La Plata     | Juan Carmelo Zerillo               |
| Huracán            | Buenos Aires | Tomás Adolfo Ducó                  |
| Independiente      | Avellaneda   | La Doble Visera                    |
| Lanús              | Lanús        | Ciudad de Lanús                    |
| Newell's Old Boys  | Rosario      | Coloso del Parque                  |
| Nueva Chicago      | Buenos Aires | Nueva Chicago José Amalfitani      |
| Olimpo             | Bahía Blanca | Roberto Natalio Carminatti         |
| Racing Club        | Avellaneda   | Presidente Perón                   |
| River Plate        | Buenos Aires | Antonio Vespucio Liberti           |
| Rosario Central    | Rosario      | Gigante de Arroyito                |
| San Lorenzo        | Buenos Aires | Pedro Bidegain                     |
| Talleres           | Córdoba      | Chateau Carreras                   |
| Unión              | Santa Fe     | 15 de Abril                        |
| Vélez Sarsfield    | Buenos Aires | José Amalfitani                    |

### Distribución geográfica de los equipos
| Región                                   | Cant. | Equipos                                                                          |
| ---------------------------------------- | ----- | -------------------------------------------------------------------------------- |
| Ciudad de Buenos Aires                   | 6     | Boca Juniors, Huracán, Nueva Chicago, River Plate, San Lorenzo y Vélez Sarsfield |
| Conurbano bonaerense                     | 6     | Arsenal, Banfield, Chacarita Juniors, Independiente, Lanús y Racing Club         |
| Provincia de Santa Fe                    | 4     | Colón, Newell's Old Boys, Rosario Central y Unión                                |
| Ciudad de La Plata                       | 2     | Estudiantes y Gimnasia y Esgrima                                                 |
| Interior de la provincia de Buenos Aires | 1     | Olimpo                                                                           |
| Provincia de Córdoba                     | 1     | Talleres                                                                         |

## Torneo Apertura

### Tabla de posiciones final
| Pos. | Equipo                  | Pts. | PJ | PG | PE | PP | GF | GC | Dif. |
| ---- | ----------------------- | ---- | -- | -- | -- | -- | -- | -- | ---- |
| 1.º  | Independiente           | 43   | 19 | 13 | 4  | 2  | 48 | 19 | 29   |
| 2.º  | Boca Juniors            | 40   | 19 | 12 | 4  | 3  | 32 | 15 | 17   |
| 3.º  | River Plate             | 36   | 19 | 11 | 3  | 5  | 35 | 23 | 12   |
| 4.º  | Chacarita Juniors       | 30   | 19 | 9  | 3  | 7  | 19 | 21 | −2   |
| 5.º  | Vélez Sarsfield         | 28   | 19 | 8  | 4  | 7  | 23 | 19 | 4    |
| 6.º  | Racing Club             | 28   | 19 | 8  | 4  | 7  | 28 | 28 | 0    |
| 7.º  | Colón                   | 28   | 19 | 7  | 7  | 5  | 26 | 26 | 0    |
| 8.º  | Arsenal                 | 27   | 19 | 7  | 6  | 6  | 29 | 25 | 4    |
| 9.º  | San Lorenzo             | 27   | 19 | 7  | 6  | 6  | 28 | 25 | 3    |
| 10.º | Newell's Old Boys       | 27   | 19 | 7  | 6  | 6  | 23 | 22 | 1    |
| 11.º | Lanús                   | 26   | 19 | 6  | 8  | 5  | 21 | 24 | −3   |
| 12.º | Banfield                | 25   | 19 | 6  | 7  | 6  | 21 | 17 | 4    |
| 13.º | Rosario Central         | 25   | 19 | 7  | 4  | 8  | 36 | 34 | 2    |
| 14.º | Unión                   | 23   | 19 | 6  | 5  | 8  | 26 | 28 | −2   |
| 15.º | Talleres (C)            | 23   | 19 | 5  | 8  | 6  | 23 | 27 | −4   |
| 16.º | Gimnasia y Esgrima (LP) | 20   | 19 | 4  | 8  | 7  | 18 | 24 | −6   |
| 17.º | Olimpo                  | 20   | 19 | 5  | 5  | 9  | 20 | 30 | −10  |
| 18.º | Nueva Chicago           | 15   | 19 | 3  | 6  | 10 | 20 | 29 | −9   |
| 19.º | Estudiantes (LP)        | 15   | 19 | 4  | 3  | 12 | 21 | 36 | −15  |
| 20.º | Huracán                 | 11   | 19 | 2  | 5  | 12 | 17 | 42 | −25  |

|  | Campeón. Clasificó a la Copa Libertadores 2004. |

|  |

## Torneo Clausura

### Tabla de posiciones final
| Pos. | Equipo                  | Pts. | PJ | PG | PE | PP | GF | GC | Dif. |
| ---- | ----------------------- | ---- | -- | -- | -- | -- | -- | -- | ---- |
| 1.º  | River Plate             | 43   | 19 | 13 | 4  | 2  | 43 | 18 | 25   |
| 2.º  | Boca Juniors            | 39   | 19 | 12 | 3  | 4  | 36 | 23 | 13   |
| 3.º  | Vélez Sarsfield         | 38   | 19 | 12 | 2  | 5  | 27 | 12 | 15   |
| 4.º  | Rosario Central         | 37   | 19 | 10 | 7  | 2  | 40 | 18 | 22   |
| 5.º  | Olimpo                  | 31   | 19 | 9  | 4  | 6  | 22 | 17 | 5    |
| 6.º  | Colón                   | 29   | 19 | 7  | 8  | 4  | 19 | 14 | 5    |
| 7.º  | San Lorenzo             | 29   | 19 | 8  | 5  | 6  | 27 | 28 | −1   |
| 8.º  | Estudiantes (LP)        | 28   | 19 | 7  | 7  | 5  | 24 | 18 | 6    |
| 9.º  | Nueva Chicago           | 26   | 19 | 7  | 5  | 7  | 29 | 33 | −4   |
| 10.º | Gimnasia y Esgrima (LP) | 26   | 19 | 7  | 5  | 7  | 21 | 26 | −5   |
| 11.º | Racing Club             | 25   | 19 | 6  | 7  | 6  | 26 | 24 | 2    |
| 12.º | Lanús                   | 25   | 19 | 7  | 4  | 8  | 27 | 29 | −2   |
| 13.º | Banfield                | 23   | 19 | 6  | 5  | 8  | 18 | 20 | −2   |
| 14.º | Arsenal                 | 22   | 19 | 4  | 10 | 5  | 12 | 13 | −1   |
| 15.º | Newell's Old Boys       | 22   | 19 | 5  | 7  | 7  | 21 | 26 | −5   |
| 16.º | Talleres (C)            | 21   | 19 | 5  | 6  | 8  | 23 | 26 | −3   |
| 17.º | Independiente           | 18   | 19 | 4  | 6  | 9  | 13 | 25 | −12  |
| 18.º | Unión                   | 17   | 19 | 4  | 5  | 10 | 18 | 29 | −11  |
| 19.º | Chacarita Juniors       | 11   | 19 | 2  | 5  | 12 | 11 | 24 | −13  |
| 20.º | Huracán                 | 6    | 19 | 1  | 3  | 15 | 12 | 46 | −34  |

|  | Campeón. Clasificó a la Copa Libertadores 2004. |

|  |

## Clasificación a los torneos continentales
Se utilizó la Tabla de posiciones final del campeonato.

### Clasificación a la Copa Sudamericana 2003
Argentina tuvo 7 cupos en la Copa Sudamericana 2003: San Lorenzo, como campeón de la edición 2002; Boca Juniors y River Plate, como invitados de la Conmebol; y los cuatro equipos mejor ubicados en esta tabla. 
| Pos. | Equipo                  | Pts. | PJ | PG | PE | PP | GF | GC | Dif. |
| ---- | ----------------------- | ---- | -- | -- | -- | -- | -- | -- | ---- |
| 1.º  | River Plate             | 79   | 38 | 24 | 7  | 7  | 78 | 41 | 37   |
| 2.º  | Boca Juniors            | 79   | 38 | 24 | 7  | 7  | 68 | 38 | 30   |
| 3.º  | Vélez Sarsfield         | 66   | 38 | 20 | 6  | 12 | 50 | 31 | 19   |
| 4.º  | Rosario Central         | 62   | 38 | 17 | 11 | 10 | 76 | 52 | 24   |
| 5.º  | Independiente           | 61   | 38 | 17 | 10 | 11 | 61 | 44 | 17   |
| 6.º  | Colón                   | 57   | 38 | 14 | 15 | 9  | 45 | 40 | 5    |
| 7.º  | San Lorenzo             | 56   | 38 | 15 | 11 | 12 | 55 | 53 | 2    |
| 8.º  | Racing Club             | 53   | 38 | 14 | 11 | 13 | 54 | 52 | 2    |
| 9.º  | Lanús                   | 51   | 38 | 13 | 12 | 13 | 48 | 53 | −5   |
| 10.º | Olimpo                  | 51   | 38 | 14 | 9  | 15 | 42 | 47 | −5   |
| 11.º | Arsenal                 | 49   | 38 | 11 | 16 | 11 | 41 | 38 | 3    |
| 12.º | Newell's Old Boys       | 49   | 38 | 12 | 13 | 13 | 44 | 48 | −4   |
| 13.º | Banfield                | 48   | 38 | 12 | 12 | 14 | 39 | 37 | 2    |
| 14.º | Gimnasia y Esgrima (LP) | 46   | 38 | 11 | 13 | 14 | 39 | 50 | −11  |
| 15.º | Talleres (C)            | 44   | 38 | 10 | 14 | 14 | 46 | 53 | −7   |
| 16.º | Estudiantes (LP)        | 43   | 38 | 11 | 10 | 17 | 45 | 54 | −9   |
| 17.º | Nueva Chicago           | 41   | 38 | 10 | 11 | 17 | 49 | 62 | −13  |
| 18.º | Chacarita Juniors       | 41   | 38 | 11 | 8  | 19 | 30 | 45 | −15  |
| 19.º | Unión                   | 40   | 38 | 10 | 10 | 18 | 44 | 57 | −13  |
| 20.º | Huracán                 | 17   | 38 | 3  | 8  | 27 | 29 | 88 | −59  |

|  | Clasificados a la Copa Sudamericana 2003. |

| 1. 2. |

### Clasificación a la Copa Libertadores 2004
Argentina tuvo 5 cupos en la Copa Libertadores 2004: Boca Juniors (como campeón de la edición 2003), el campeón del Torneo Apertura 2002, el campeón del Torneo Clausura 2003, y los 2 equipos mejor ubicados en esta tabla.
| Pos. | Equipo                  | Pts. | PJ | PG | PE | PP | GF | GC | Dif. |
| ---- | ----------------------- | ---- | -- | -- | -- | -- | -- | -- | ---- |
| 1.º  | River Plate             | 79   | 38 | 24 | 7  | 7  | 78 | 41 | 37   |
| 2.º  | Boca Juniors            | 79   | 38 | 24 | 7  | 7  | 68 | 38 | 30   |
| 3.º  | Vélez Sarsfield         | 66   | 38 | 20 | 6  | 12 | 50 | 31 | 19   |
| 4.º  | Rosario Central         | 62   | 38 | 17 | 11 | 10 | 76 | 52 | 24   |
| 5.º  | Independiente           | 61   | 38 | 17 | 10 | 11 | 61 | 44 | 17   |
| 6.º  | Colón                   | 57   | 38 | 14 | 15 | 9  | 45 | 40 | 5    |
| 7.º  | San Lorenzo             | 56   | 38 | 15 | 11 | 12 | 55 | 53 | 2    |
| 8.º  | Racing Club             | 53   | 38 | 14 | 11 | 13 | 54 | 52 | 2    |
| 9.º  | Lanús                   | 51   | 38 | 13 | 12 | 13 | 48 | 53 | −5   |
| 10.º | Olimpo                  | 51   | 38 | 14 | 9  | 15 | 42 | 47 | −5   |
| 11.º | Arsenal                 | 49   | 38 | 11 | 16 | 11 | 41 | 38 | 3    |
| 12.º | Newell's Old Boys       | 49   | 38 | 12 | 13 | 13 | 44 | 48 | −4   |
| 13.º | Banfield                | 48   | 38 | 12 | 12 | 14 | 39 | 37 | 2    |
| 14.º | Gimnasia y Esgrima (LP) | 46   | 38 | 11 | 13 | 14 | 39 | 50 | −11  |
| 15.º | Talleres (C)            | 44   | 38 | 10 | 14 | 14 | 46 | 53 | −7   |
| 16.º | Estudiantes (LP)        | 43   | 38 | 11 | 10 | 17 | 45 | 54 | −9   |
| 17.º | Nueva Chicago           | 41   | 38 | 10 | 11 | 17 | 49 | 62 | −13  |
| 18.º | Chacarita Juniors       | 41   | 38 | 11 | 8  | 19 | 30 | 45 | −15  |
| 19.º | Unión                   | 40   | 38 | 10 | 10 | 18 | 44 | 57 | −13  |
| 20.º | Huracán                 | 17   | 38 | 3  | 8  | 27 | 29 | 88 | −59  |

|  | Clasificados a la Copa Libertadores 2004. |

| 1. 2. 3. |

## Tabla de descenso
| Pos. | Equipo                  | Promedio | 2000-01 | 2001-02 | 2002-03 | Total | PJ  |
| ---- | ----------------------- | -------- | ------- | ------- | ------- | ----- | --- |
| 1.º  | River Plate             | 2,114    | 78      | 84      | 79      | 241   | 114 |
| 2.º  | Boca Juniors            | 1,912    | 71      | 68      | 79      | 218   | 114 |
| 3.º  | San Lorenzo             | 1,701    | 81      | 57      | 56      | 194   | 114 |
| 4.º  | Vélez Sarsfield         | 1,491    | 56      | 48      | 66      | 170   | 114 |
| 5.º  | Gimnasia y Esgrima (LP) | 1,447    | 55      | 64      | 46      | 165   | 114 |
| 6.º  | Racing Club             | 1,438    | 40      | 71      | 53      | 164   | 114 |
| 7.º  | Colón                   | 1,421    | 49      | 56      | 57      | 162   | 114 |
| 8.º  | Estudiantes (LP)        | 1,342    | 56      | 54      | 43      | 153   | 114 |
| 9.º  | Olimpo                  | 1,342    | –       | –       | 51      | 51    | 38  |
| 10.º | Newell's Old Boys       | 1,298    | 48      | 51      | 49      | 148   | 114 |
| 11.º | Arsenal                 | 1,289    | –       | –       | 49      | 49    | 38  |
| 12.º | Lanús                   | 1,271    | 43      | 51      | 51      | 145   | 114 |
| 13.º | Banfield                | 1,263    | –       | 48      | 48      | 96    | 76  |
| 14.º | Chacarita Juniors       | 1,263    | 56      | 47      | 41      | 144   | 114 |
| 15.º | Independiente           | 1,263    | 42      | 41      | 61      | 144   | 114 |
| 16.º | Rosario Central         | 1,254    | 41      | 40      | 62      | 143   | 114 |
| 17.º | Talleres (C)            | 1,184    | 61      | 30      | 44      | 135   | 114 |
| 18.º | Nueva Chicago           | 1,171    | –       | 48      | 41      | 89    | 76  |
| 19.º | Unión                   | 1,096    | 46      | 39      | 40      | 125   | 114 |
| 20.º | Huracán                 | 1,017    | 55      | 44      | 17      | 116   | 114 |

|  | Jugaron una promoción con dos equipos de la Primera B Nacional. |
|  | Descendieron a la Primera B Nacional.                           |

## Promociones
| San Martín (M)                                                      | 0 - 1 | Talleres (C)   | Malvinas Argentinas | 9 de julio  | 18:15 |
| Talleres (C)                                                        | 1 - 0 | San Martín (M) | Chateau Carreras    | 13 de julio | 18:10 |
| Talleres (C) permaneció en Primera División con un global de 2 - 0. |       |                |                     |             |       |

| Argentinos Juniors                                                   | 0 - 1 | Nueva Chicago      | Nuevo Gasómetro | 9 de julio  | 14:00 |
| Nueva Chicago                                                        | 2 - 0 | Argentinos Juniors | Nuevo Gasómetro | 13 de julio | 16:00 |
| Nueva Chicago permaneció en Primera División con un global de 3 - 0. |       |                    |                 |             |       |

## Descensos y ascensos
Al finalizar la temporada, Huracán y Unión (SF) descendieron a la Primera B Nacional, siendo reemplazados por Atlético de Rafaela y Quilmes para la temporada 2003-04. Por su parte, Nueva Chicago y Talleres (C) ganaron sus respectivas promociones frente a Argentinos Juniors y San Martín (SM), con lo que mantuvieron la categoría.